# Abadía de Herrevad
La Abadía de Herrevad (en sueco: Herrevadskloster) fue un monasterio cisterciense cerca de Ljungbyhed en la municipalidad de  Klippan, Scania, en el sur de lo hoy en día es Suecia, pero que antes perteneció a Dinamarca (hasta 1658). Ahora es una casa de campo conocida como Castillo Herrevad (sueco: Herrevads slott, danés: Slot Herrevads).
La  abadía de Herrevad fue fundada a partir de la abadía de Cîteaux en 1144 como el primer monasterio cisterciense de Dinamarca, con el apoyo del arzobispo Eskil de Lund.